# Sara Nordin
Sara Nordin, född 26 mars 1993, är en svensk fotbollsspelare som spelar för IF Brommapojkarna. Hon har tidigare spelat för bland annat AIK.

## Karriär
Sara Nordin inledde sin fotbollskarriär i moderklubben Själevads IK, med sitt säte strax utanför Örnsköldsvik, där hon spelade i flicklagen fram till 2008 då hon blev uppflyttad till A-laget vid 15 års ålder. Laget spelade då i division 2. Efter några säsonger med Själevads IK flyttade Nordin inför säsongen 2012 till Skellefteå för spel i klubben Sunnanå SK som då spelade i Norrettan. Saras första säsong i Sunnanå vinner laget serien och får spela två kvalmatcher mot QBIK för att nå Damallsvenskan. Nordin är lagkapten i de båda matcherna som slutar 1-1 och 4-0 till Sunnanå SK:s favör, vilket betyder att Sara och Sunnanå kommande säsong spelar i Damallsvenskan. Laget slutar dock sist i Damallsvenskan året efter och ramlar ur serien. Inför säsongen 2014 värvar KIF Örebro Nordin och Sara blir kvar i klubben fram till sommaren 2016 då hon avslutar kontraktet och istället flyttar till italienska ACF Fiorentina. Sejouren i Italien blir inte långvarig, och säsongen 2017 är Nordin tillbaka i Sverige för spel i Umeå IK som då spelade i Elitettan. Inför säsongen 2018 skrev Sara på för finländska Åland United. Det blev två säsonger i klubben och laget slutade på tredje plats i Naisten Liiga båda åren. Efter de två åren på Åland gick flytten till Stockholm och Solna för spel i AIK. Säsongen 2020 blev en rekordsäsong för AIKs damlag som vann Elitettan på poängrekordet 72 poäng. 2021 blev det återigen dags för Nordin att spela i Damallsvenskan, säsongen slutade med en tiondeplats för laget som således höll sig kvar i serien. Säsongen 2022 slutade AIK på en sistaplats i Damallsvenskan. Inför 2023 meddelade AIK att klubben och Sara Nordin kommit överens om ett kontrakt över 2023. Den 3 juli samma år meddelade dock klubben och Nordin att de valt att gå skilda vägar efter totalt 57 matcher i den svartgula tröjan.
I juli 2023 värvades Nordin av allsvenska IF Brommapojkarna.
Nordin har under sin karriär spelat åtta U19/U17-landskamper.